# DB Regio Baden-Württemberg
|  | Dieser Artikel wurde aufgrund von akuten inhaltlichen oder formalen Mängeln auf der Qualitätssicherungsseite des Portals Bahn eingetragen. Bitte hilf mit, die Mängel dieses Artikels zu beseitigen, und beteilige dich bitte an der Diskussion. Artikel, die nicht signifikant verbessert werden, können gelöscht werden. |

DB Regio Baden-Württemberg (auch: DB Regio BW oder Regio Baden-Württemberg) ist ein Geschäftsbereich der DB Regio AG für den öffentlichen Personennahverkehr in Baden-Württemberg. Die Organisationseinheit wurde 2017 gegründet, um die Aktivitäten der DB Regio in Baden-Württemberg und der S-Bahn Stuttgart unter einem Dach zu bündeln.

## Betrieb
Der Betrieb unter dem Dach der DB Regio Baden-Württemberg ist in verschiedenen Regionalverkehrsnetzen organisiert.

### Südbaden
Der Regionalverkehr Südbaden erbringt Schienenpersonennahverkehrsleistungen im Rheintal (Rheintalbahn), im Gebiet des Schwarzwaldes, rund um den Bodensee sowie in die Grenzregionen Frankreichs und der Schweiz.
Folgende Strecken werden in diesem Verkehrsnetz von DB Regio betrieben:
- Rheintalbahn (Karlsruhe – Offenburg – Basel)
- Hochrheinbahn (Basel – Singen)
- Höllentalbahn (Freiburg – Donaueschingen)
- Schwarzwaldbahn (Offenburg – Konstanz)

Zum Regionalverkehr der DB Regio in Südbaden gehören auch die Busse des SüdbadenBus (SBG) mit Sitz in Freiburg. Diese verkehren in den Regionen Bodensee, Hochrhein, Breisgau und auch im Neckarraum und befördern täglich rund 36 Millionen Fahrgäste. Das Unternehmen verfügt über 250 Fahrzeuge, von welchen nach eigenen Angaben ein Großteil barrierefrei ist.
In Südbaden beschäftigt DB Regio 1.200 Mitarbeiter und befördert rund 30 Millionen Fahrgäste pro Jahr.

### Schwarzwaldbahn
Die Schwarzwaldbahn wird seit 1994 durchgehend von der Deutschen Bahn betrieben. In regelmäßiger Taktung verkehren RE-Züge zwischen Karlsruhe, Offenburg, Villingen, Radolfzell und Konstanz. Dabei verkehren 11 Zugpaare und befördern rund 11 Millionen Fahrgäste (2023). Kundenzufriedenheit und Pünktlichkeit sind laut DB auf dieser Strecke überdurchschnittlich hoch.

### Württemberg
Der Regionalverkehr Württemberg erbringt im Auftrag der Nahverkehrsgesellschaft Baden-Württemberg (NVBW) Verkehrsleistungen im Regionalverkehr auf den Linien ab Stuttgart in Richtung Rhein, Neckar, Tauber, Donau und in Richtung Bodensee. Auf vielen Linien erfüllt DB Regio in Württemberg zudem so genannte Übergangsverkehrsverträge, bevor die Strecken infolge von Ausschreibungen durch andere Betreiber übernommen werden.
Immer wieder steht die DB Regio vor allem in Württemberg aufgrund von Verspätungen und Zugausfällen in der Kritik. Seit 2011 sind daher so genannte „Teilnetzmanager“ im Einsatz, die die Lage des Regionalverkehrs in den einzelnen Regionen, Tourismusverbänden und weiteren Akteuren erörtern und ggf. Maßnahmen ableiten.
Für die Region Württemberg sind die zwei Werkstätten in Stuttgart-Rosenstein, Stuttgart-Stadtpark sowie FIBA in Ulm zuständig.

### S-Bahn Stuttgart
→ Hauptartikel: S-Bahn Stuttgart
Der S-Bahn-Verkehr in der Region Stuttgart ist seit 2002 eine eigene Einheit mit eigener Führung innerhalb der DB Regio AG. Diese Einheit wurde im Jahr 2017 im Zuge der Neustrukturierung in die DB Regio Baden-Württemberg eingegliedert und bildet dort nach wie vor eine eigenständige Einheit in der Dachgesellschaft.
Die S-Bahn Stuttgart befördert nach eigenen Angaben etwa 435.000 Fahrgäste täglich. Der Verkehrsvertrag läuft bis mindestens Juni 2032.
DB Regio Baden-Württemberg betreibt Werkstätten in Stuttgart, Ulm, Tübingen, Freiburg, Haltingen und Friedrichshafen.

## Betriebene Linien
(Stand Februar 2025)
| Linie  | Linienweg                                          | Fahrzeuge              |
| ------ | -------------------------------------------------- | ---------------------- |
| RE 2   | Karlsruhe–Offenburg–Villingen–Singen–Konstanz      | BR 146, Dostos         |
| RE 3   | Friedrichshafen–Singen–Basel                       | BR 245, Dostos, BR 612 |
| RE 3   | Ulm–Friedrichshafen–Lindau                         | BR 425, BR 146, Dostos |
| RE 4   | Stuttgart–Horb–Tuttlingen–Singen–Konstanz          | Talent 2               |
| RE 5   | Stuttgart–Ulm–Aulendorf–Friedrichshafen            | BR 146, Dostos         |
| RE 6   | Stuttgart–Tübingen–Sigmaringen–Aulendorf           | BR 612                 |
| RE 6   | Stuttgart–Tübingen–Rottenburg–Horb                 | BR 612                 |
| RE 7   | Karlsruhe–Offenburg–Müllheim–Basel                 | Desiro HC              |
| RE 55  | Ulm–Herbertingen–Sigmaringen–Tuttlingen–Villingen  | BR 612                 |
| RE 50  | Ulm-Aalen                                          | BR 612                 |
| RE 200 | Wendlingen–Ulm                                     | Siemens Vectron        |
| RE 14a | Stuttgart–Horb–Rottweil                            | Talent 2               |
| RE 14b | Stuttgart–Eutingen–Freudenstadt                    | Talent 2               |
| RB 26  | Offenburg–Emmendingen–Freiburg                     | Siemens Mireo          |
| RB 27  | Freiburg–Müllheim–Basel                            | Siemens Mireo          |
| RB 28  | Müllheim–Mulhouse                                  | BR 641, SNCF           |
| RB 30  | Basel–Waldshut–Lauchingen–Erzingen                 | BR 641, BR 644         |
| RB 31  | Friedrichshafen–Radolfzell                         | BR 650                 |
| RB 32a | Stockach–Mengen                                    | BR 650                 |
| RB 37  | Waldshut–Lauchringen–Stühlingen–Weizen             | BR 641                 |
| RB 63  | Bad Urach–Metzingen–Reutlingen–Tübingen–Herrenberg | BR 440                 |
| RB 72  | Pforzheim–Mühlacker–Maulbronn                      | BR 650                 |
| RB 74  | Pforzheim–Horb–Tübingen                            | BR 650                 |
| RB 93  | Friedrichshafen–Lindau Insel                       | BR 425                 |
| RB 52  | Aulendorf–Bad Wurzach                              | BR 650                 |
| RB 53  | Sigmaringen–Aulendorf–Kißlegg–Leutkirch/Wangen     | BR 650                 |
| RB 54  | Aulendorf–Altshausen–Pfullendorf                   | BR 650                 |
| RB 91  | Aulendorf–Ravensburg–Friedrichshafen               | BR 425                 |
| MEX 19 | Stuttgart–Backnang–Gaildorf                        | Talent 2               |
| MEX 90 | Stuttgart–Backnang–Schwäbisch Hall-Hessental       | Talent 2               |
| RS 2   | Ulm–Laupheim West–Biberach(Riß)Süd                 | BR 425                 |
| RS 21  | Ulm–Laupheim West–Laupheim Stadt–Biberach(Riß)Süd  | BR 425                 |
| S 1    | Breisach–Freiburg–Kirchzarten–Titisee–Seebrugg     | BR 1440                |
| S 10   | Freiburg–Kirchzarten–Titisee–Villingen             | BR 1440                |
| S 11   | Endingen–Gottenheim–Freiburg–Kirchzarten–Neustadt  | BR 1440                |
| S91    | Radolfzell–Stockach                                | BR 650                 |

## Aktuelle Fahrzeuge

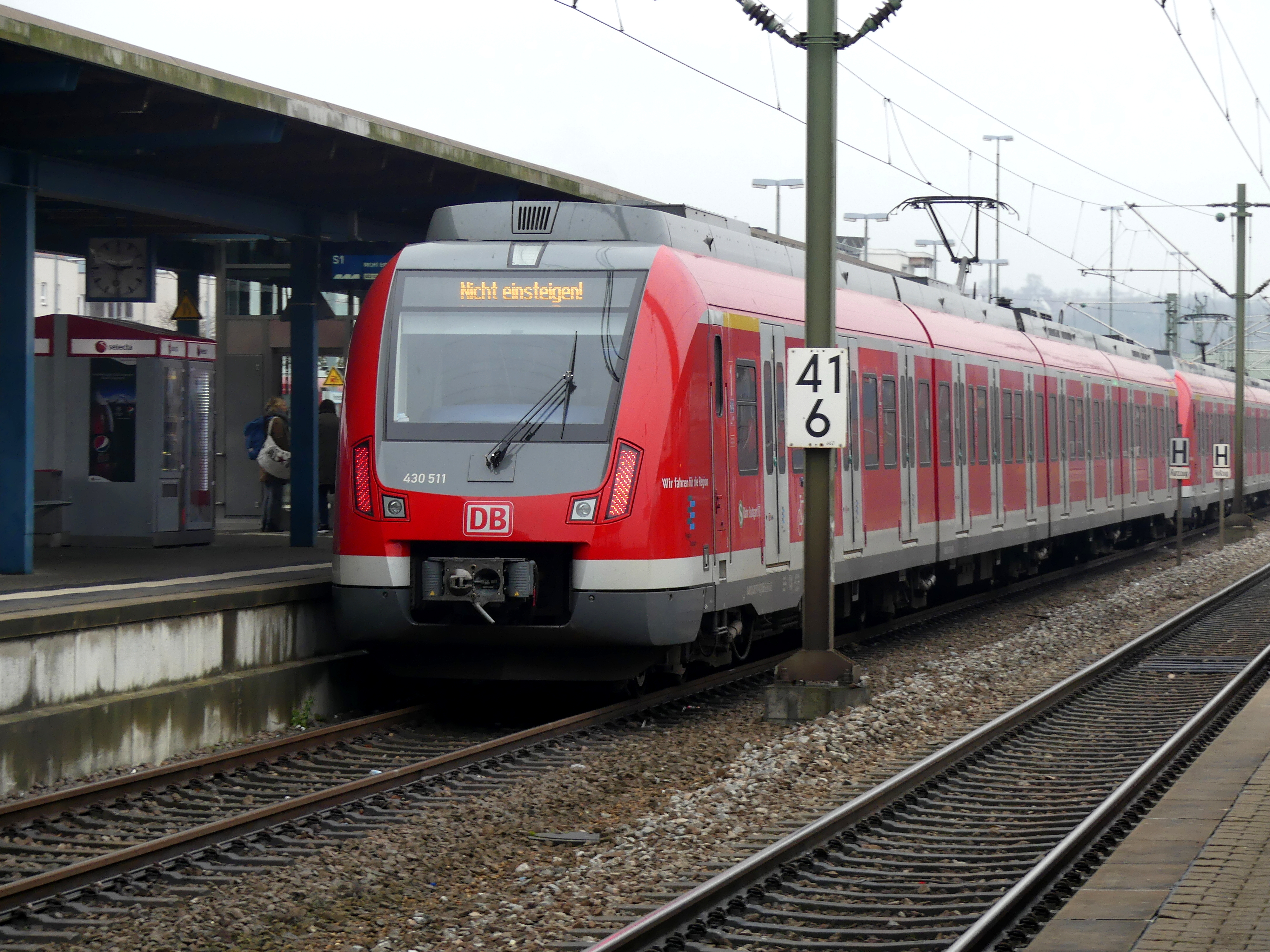
Baureihe 430 der S-Bahn Stuttgart
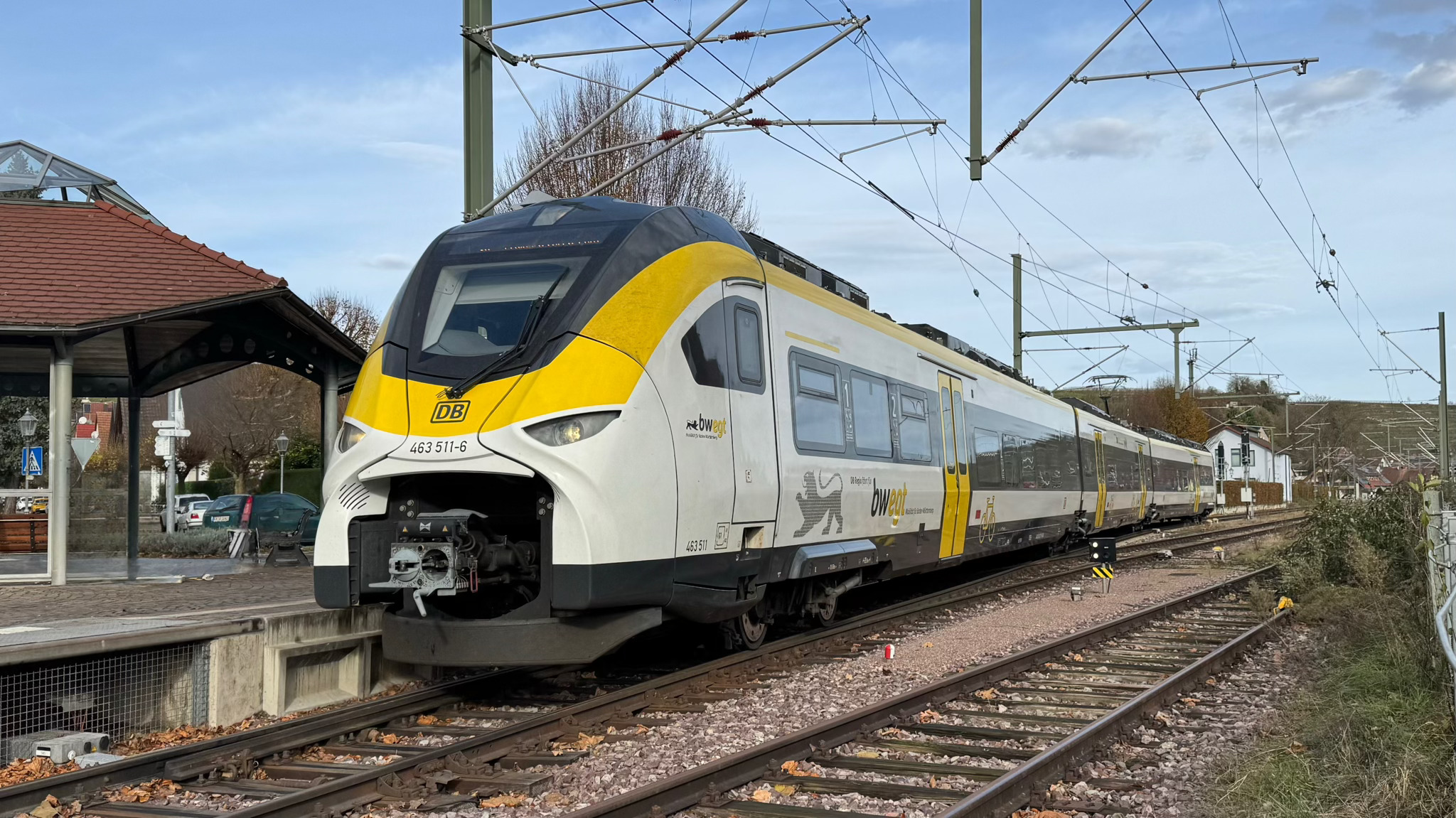
Baureihe 463 im Netz 4 Rheintal
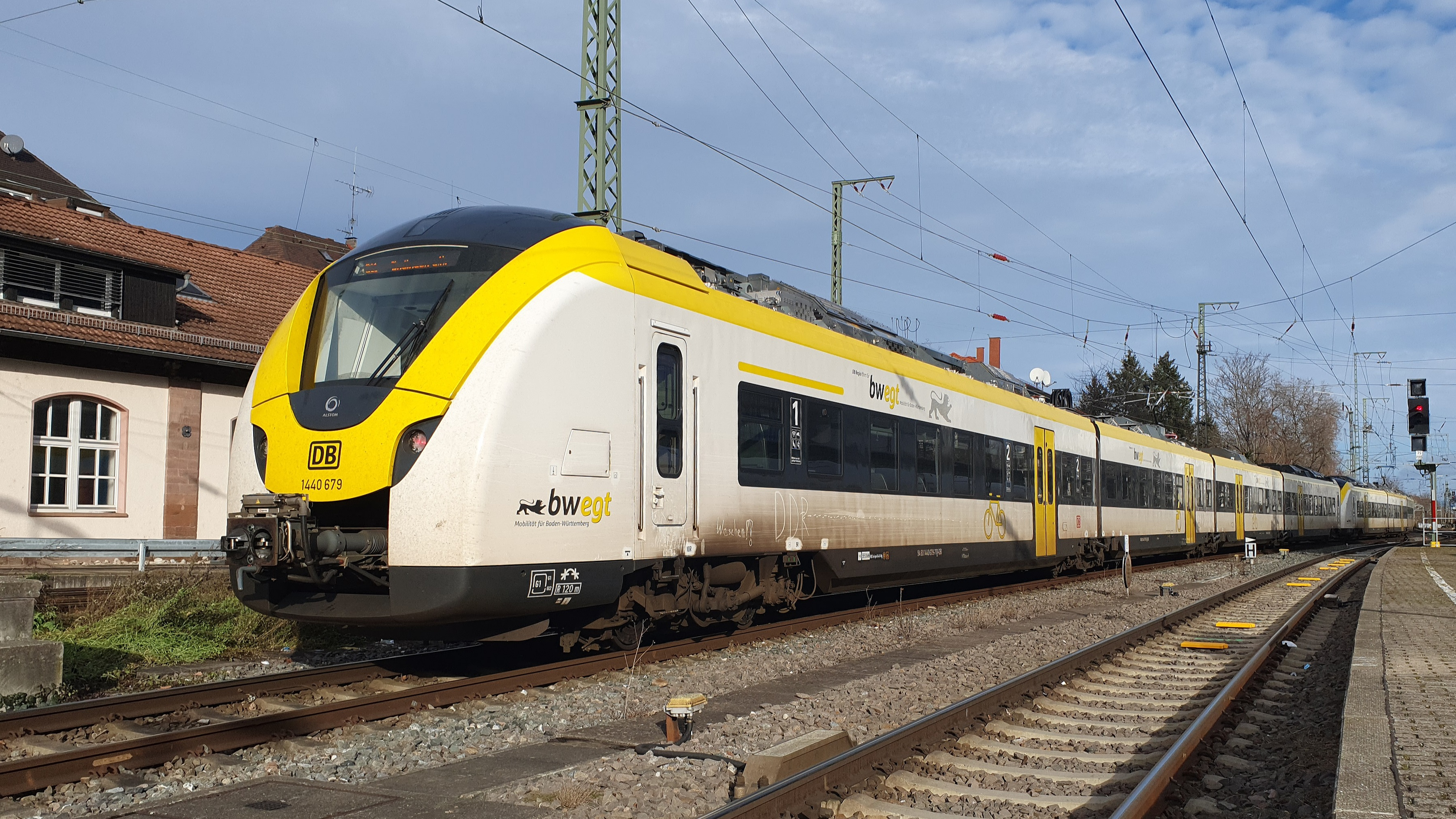
Baureihe 1440 im Netz 9a
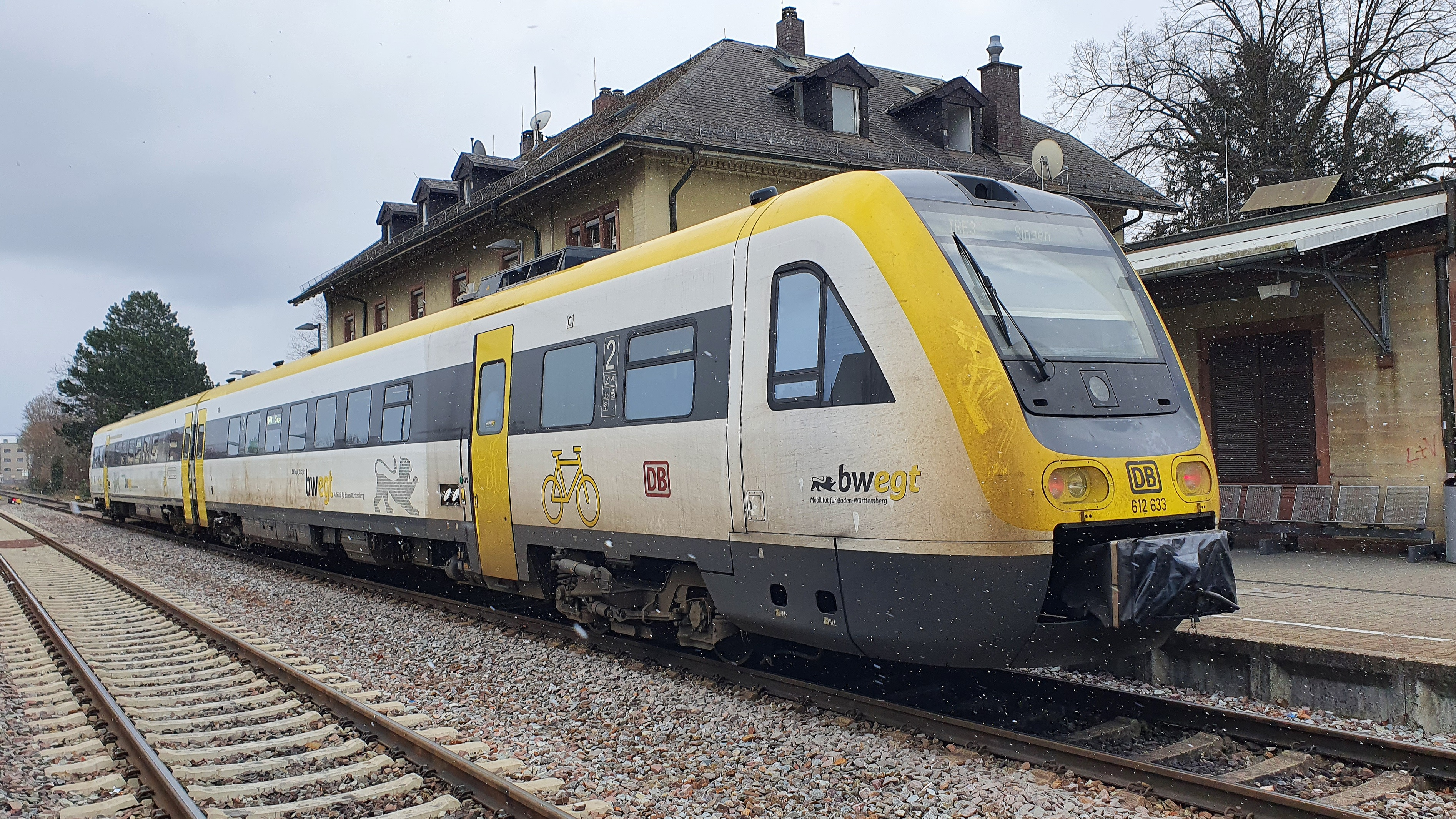
Baureihe 612
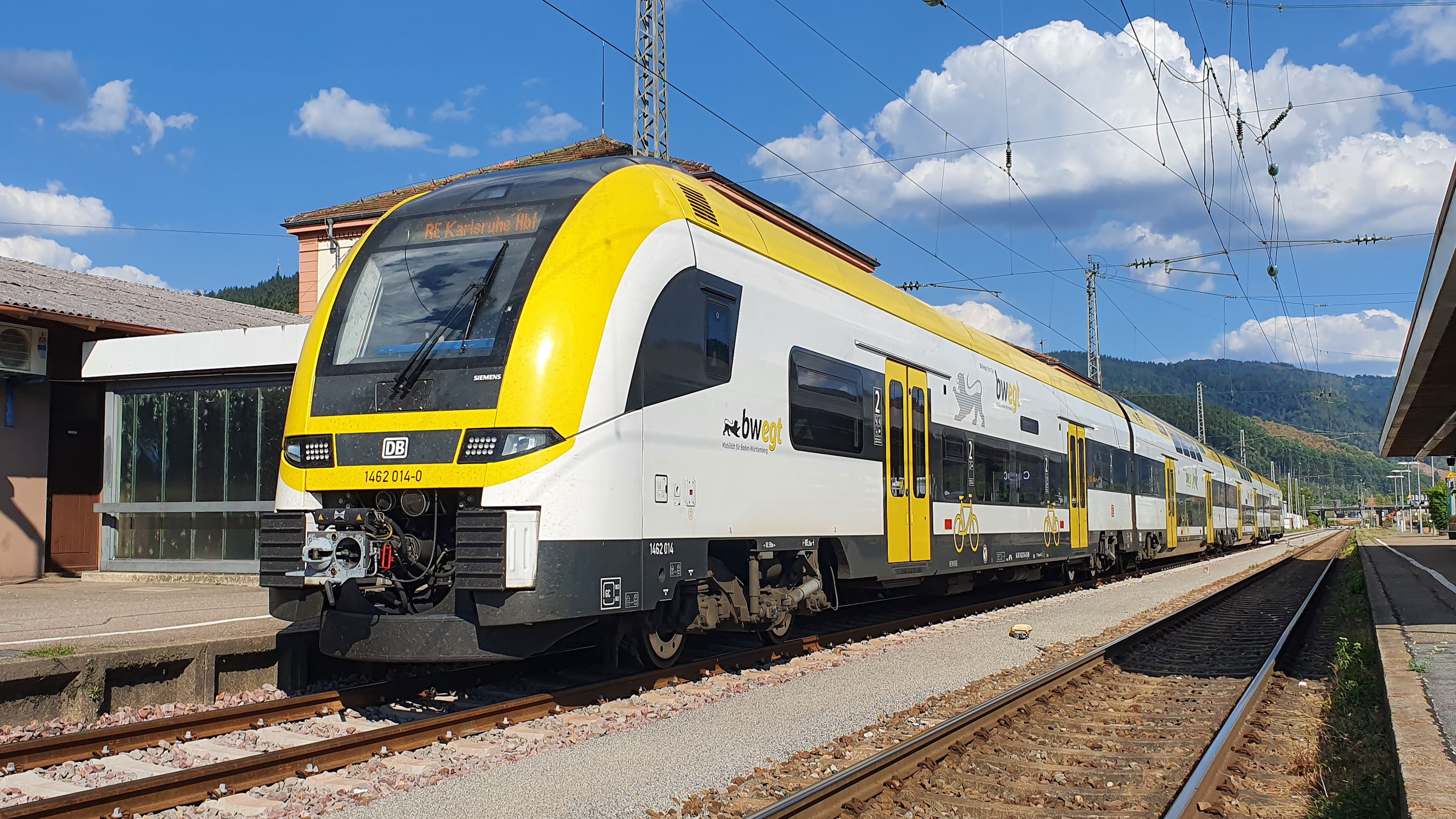
Baureihe 1462 im Netz 4 Rheintal
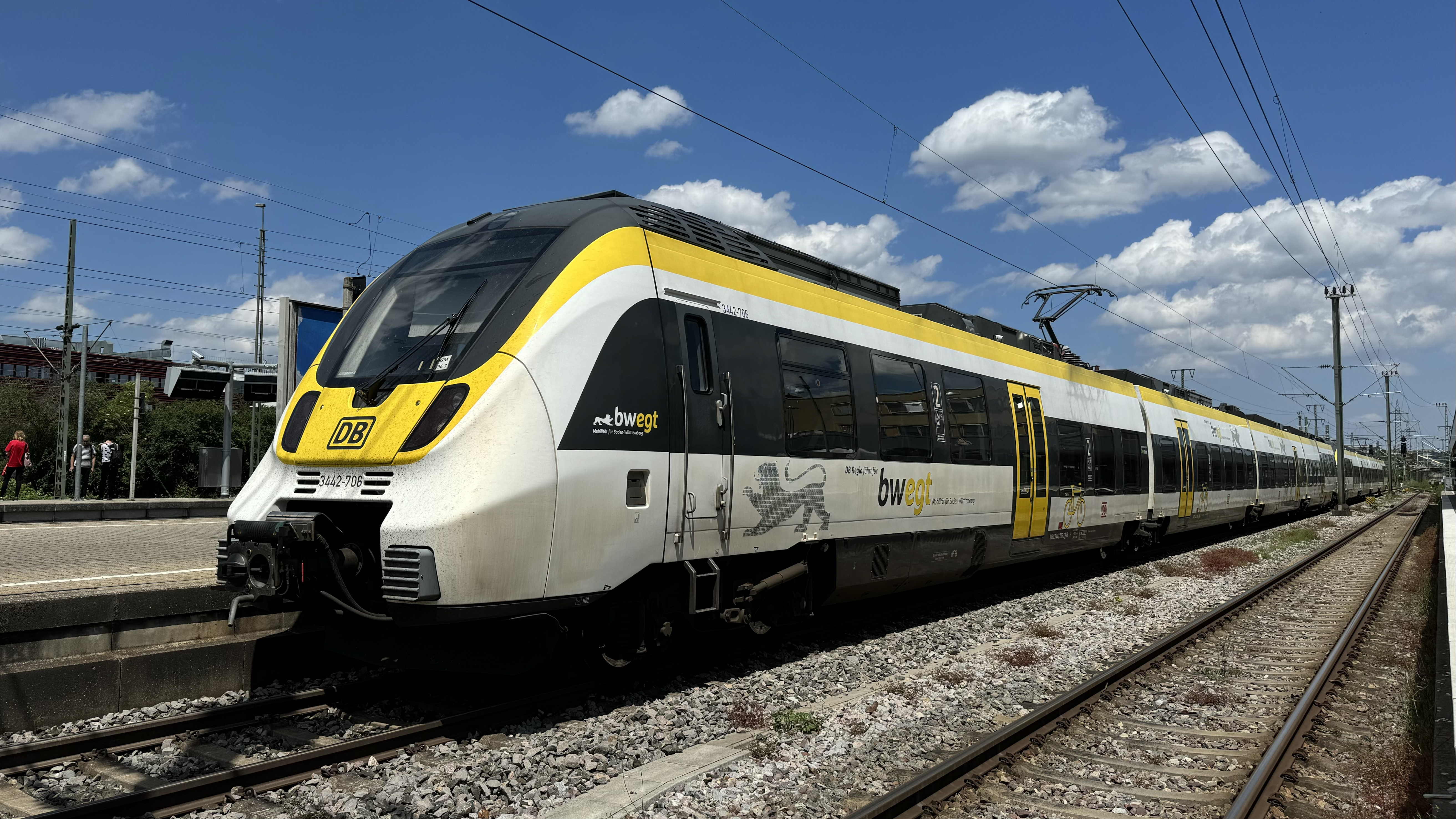
Baureihe 3442
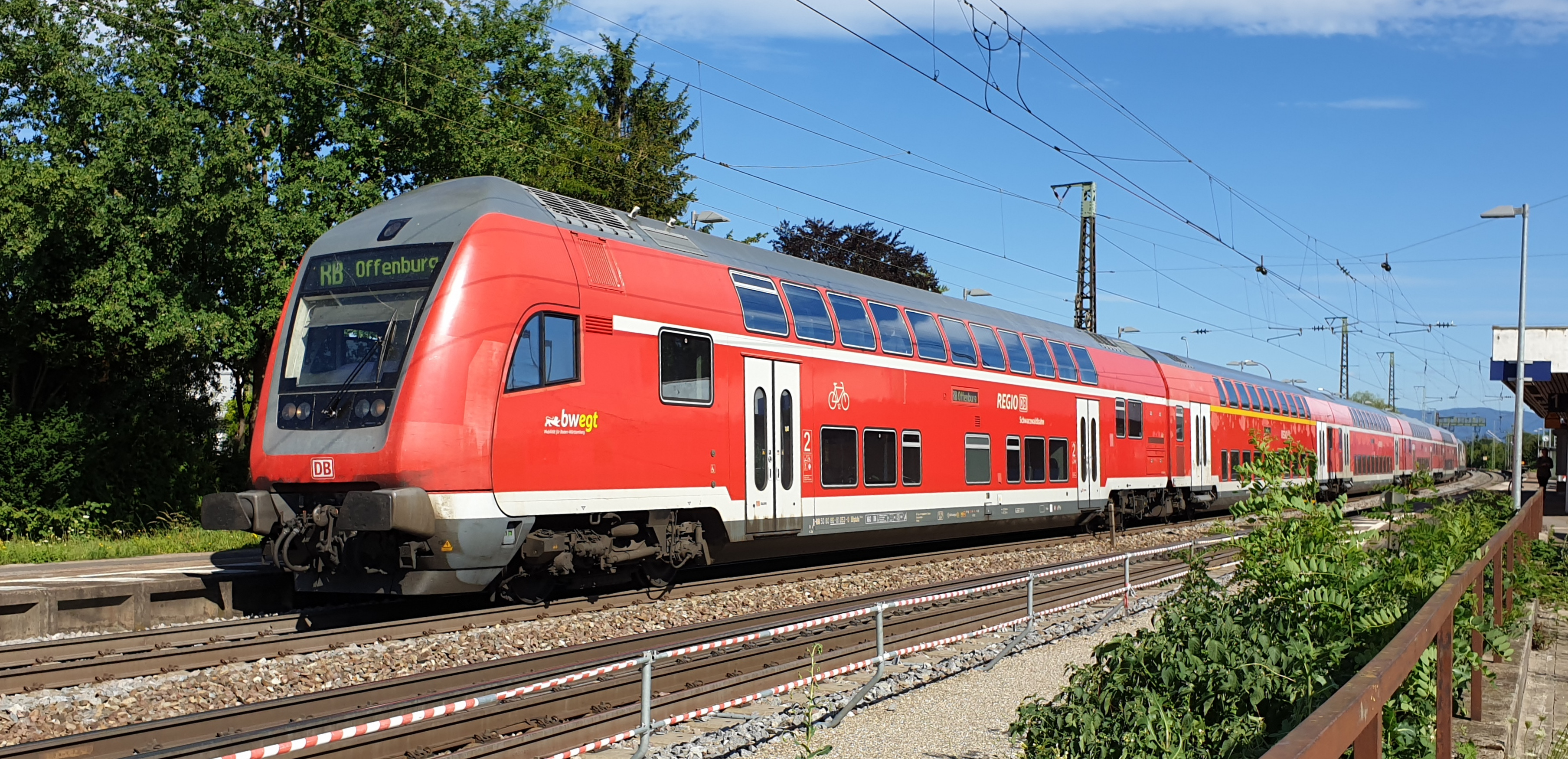
Bombardier-Doppelstockwagen
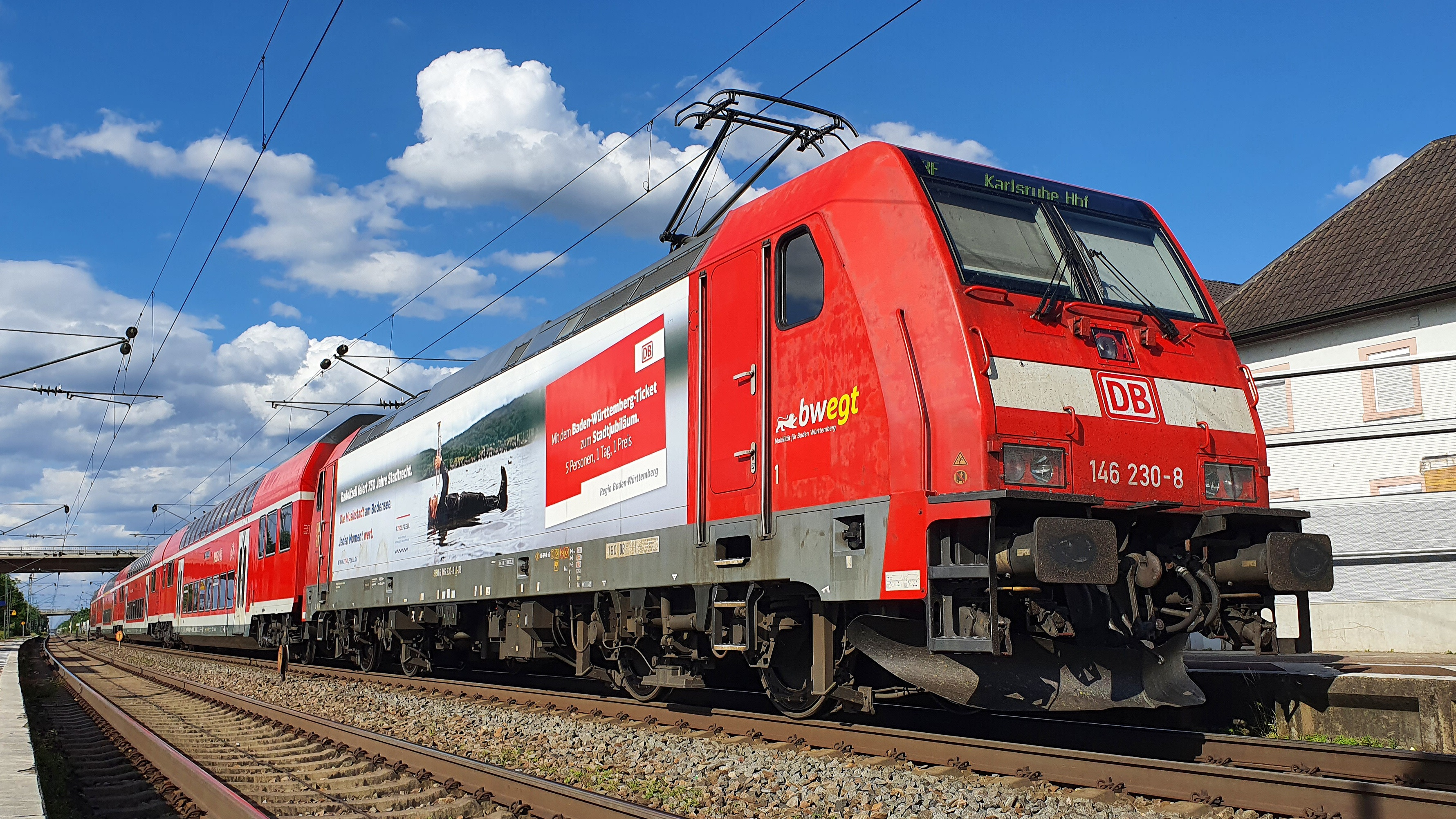
Baureihe 146
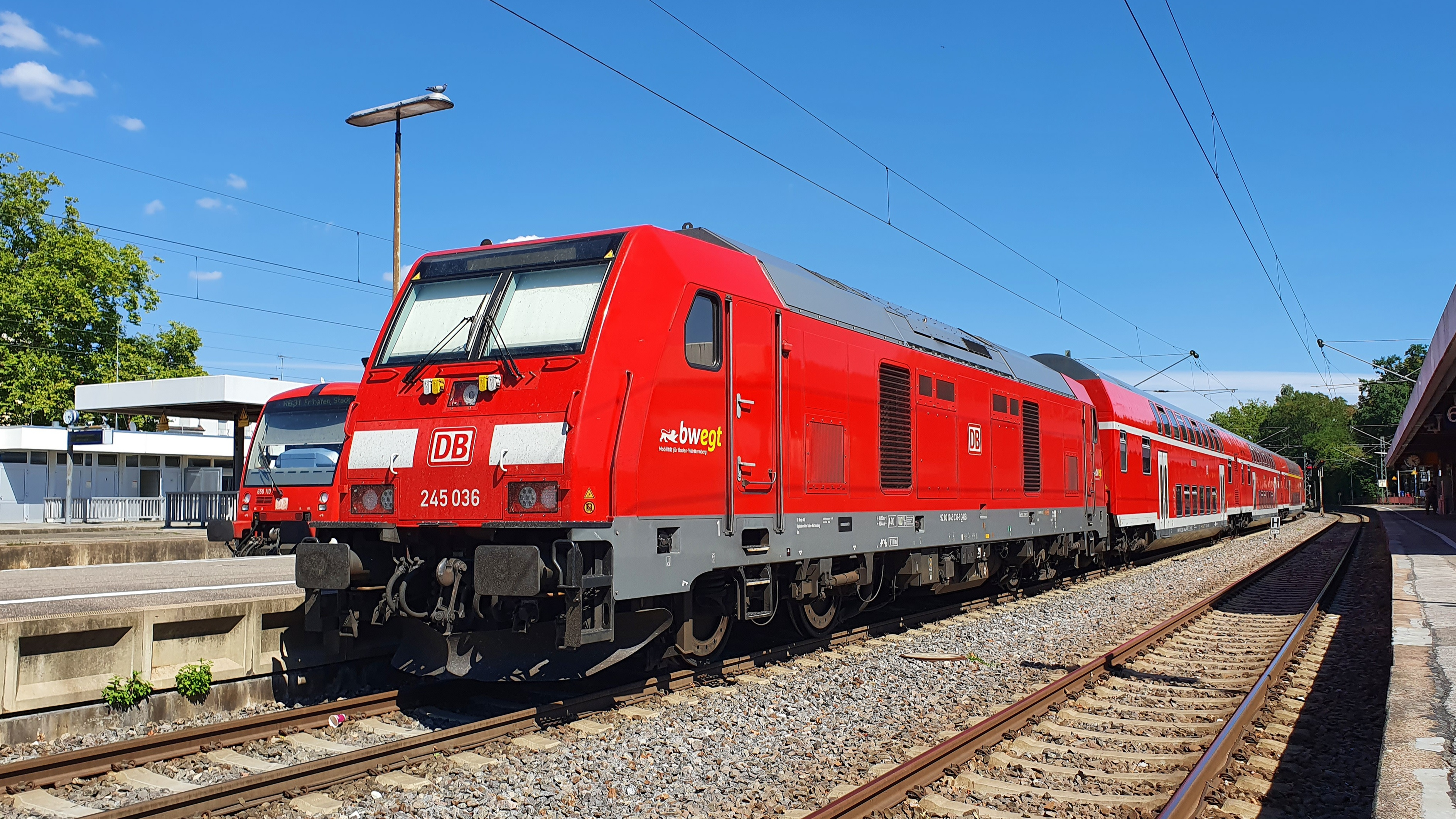
Baureihe 245

## Leistungen und Wettbewerb
In Ausschreibungen für den öffentlichen Schienenpersonennahverkehr der Nahverkehrsgesellschaft Baden-Württemberg (NVBW) hat die DB Regio in den vergangenen Jahren erhebliche Niederlagen hinnehmen müssen.
So gingen die Verkehrsverträge der Residenzbahn (IRE/RE-Leistungen zwischen Schwäbisch Gmünd (seit Dezember 2019), Stuttgart, Pforzheim und Karlsruhe) sowie der Strecke Stuttgart – Mühlacker – Pforzheim/– Bruchsal – Heidelberg (RE) an die Unternehmen Arverio Baden-Württemberg und Abellio Rail Baden-Württemberg verloren. Grund hierfür seien laut Verkehrsministerium Formfehler im Angebot der DB gewesen. Die DB Regio klagte mehrfach gegen diese Entscheidung, bekam aber nicht Recht.
Um die Betriebsqualität nachhaltig zu verbessern und die Leistungen für das Land Baden-Württemberg ordnungsgemäß zu erbringen, berief DB Regio-Vorstand Jörg Sandvoß 2017 den Manager Bernhard Weisser, der zuvor die Betriebsqualität der S-Bahn München verbessert hatte, in die Leitung der DB Regio Baden-Württemberg.